# Henri-Edmond Cross
Henri-Edmond Cross, född den 20 maj 1856 i Douai, Nord, Frankrike, död den 16 maj 1910 i Saint Claire, Var, Frankrike, var en fransk målare och grafiker. Han betraktades som en av neoimpressionismens främsta representanter och spelade en viktig roll i att forma den andra fasen av denna rörelse.

## Biografi
Cross flyttade 1865 med sin familj till Lille där hans konstnärliga talang uppmärksammades av faderns kusin, Auguste Soins, som stödde och finansierade hans utbildning. Efter en kort tid i Paris återvände han till Lille 1878 och fortsatte studierna under tre år vid Écoles Académiques de Dessin et d'Architecture.
År 1884 grundade han Cross Societé des Artistes Independants, som samlade konstnärer vilka var missnöjda med Parissalongens officiella praxis och presenterade oberoende utställningar utan priser. Där blev han vän med många konstnärer med engagemang i den neoimpressionistiska rörelsen, såsom Georges Seurat, Albert Dubois-Pillet och Charles Angrand. Trots samarbetet med dem dröjde det många år innan han antog denna stil.
Övergången från hans tidiga mörka stil skedde gradvis till en ljusare palett och på 1880-talet målade han rena landskap som visade påverkan av Claude Monet och Camille Pissarro. År 1891 började han måla i den neoimpressionistiska tekniken och visade dessa verk på utställningar hos Independants.

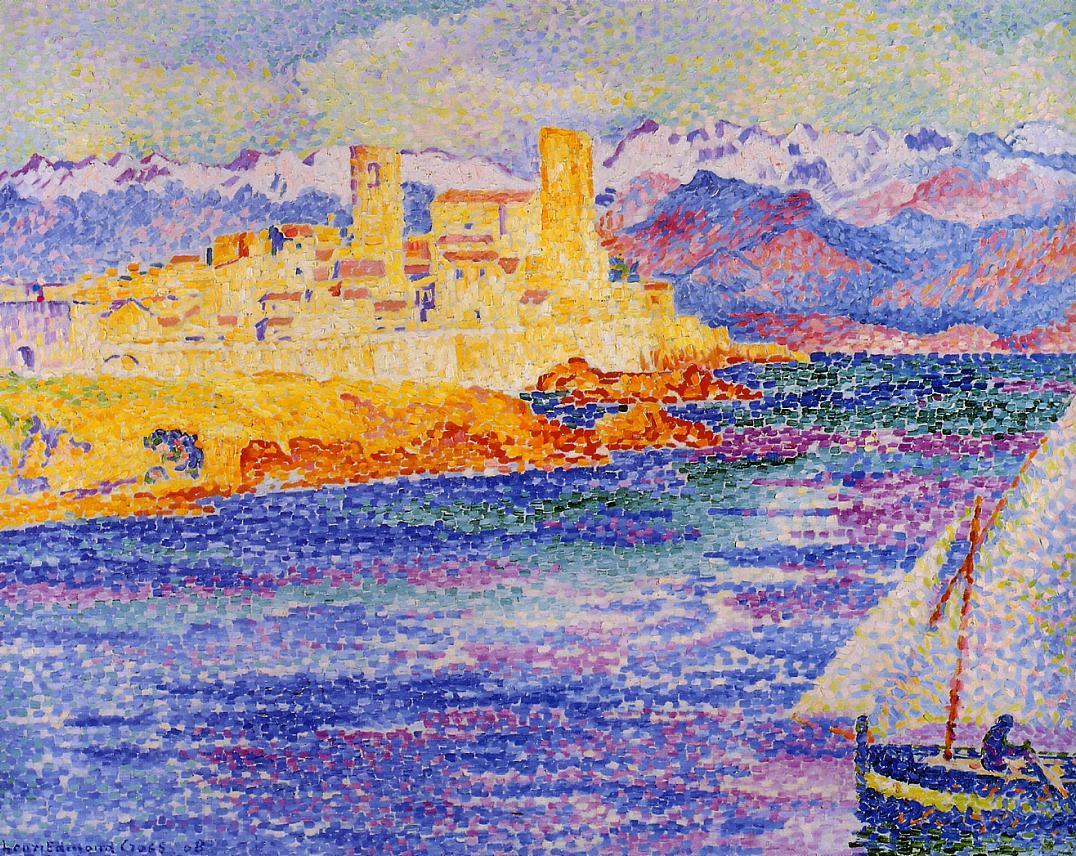
Antibes, 1908

Cross målningar från tidiga till mitten av 1890-talet var karakteristiskt pointillistiska, med nära och regelbundet placerade små prickar av färg. Med början omkring 1895 skiftade han gradvis sin teknik, utan att använda breda, kantiga penseldrag och lämnade små områden av bar duk mellan slagen. De resulterande målningarna kom att likna mosaik, arbetena kan ses som föregångare till fauvismen och kubismen.
Cross började uppleva problem med ögonen i början av 1880-talet. Dessa blev allvarligare på 1900-talet, vilket medförde att hans konstnärliga aktivitet minskade. Under sina sista år var han dock produktiv och mycket kreativ; hans verk var med i betydande separatutställningar, där han fick stor uppmärksamhet från kritiker men även kommersiell framgång.
År 1909 behandlades Cross på ett sjukhus i Paris för cancer. I januari 1910 återvände han till Saint-Clair, där han avled i sjukdomen.

## Representation i samlingar
- Allen Memorial Art Museum[1] (Oberlin College, Ohio)
- Art Institute of Chicago[2]
- Block Museum of Art[3] (Northwestern University, Evanston, Illinois)
- Brooklyn Museum[4] (New York City)
- Cleveland Museum of Art[5]
- Fine Arts Museums of San Francisco
- Ateneum[6] (Helsingfors, Finland)
- Victoria and Albert Museum[7]
- National Gallery of Victoria[8]
- National Gallery of Art[9]
- Smithsonian American Art Museum[10]
- Minneapolis Institute of Art[11]
- Harvard University Art Museums[12]
- Eremitaget[13] (Sankt Petersburg, Ryssland)
- Honolulu Museum of Art[14]
- Indianapolis Museum of Art[15]
- Kröller-Müller Museum[16]
- Kunstmuseum Basel (Schweiz)[17]
- Los Angeles County Museum of Art[18]
- Metropolitan Museum of Art[19] (New York City)
- Musée de Grenoble (Grenoble, Frankrike)
- Musée d'Orsay[20] (Paris)
- Musée d’art moderne André Malraux (Le Havre, Frankrike)
- Musee d'Art Moderne Richard Anacreon (Granville, Frankrike)
- Museum of Modern Art[21] (New York City)
- New Art Gallery[22] Walsall, England)
- Statens Museum for Kunst[23] (National Gallery of Denmark, Köpenhamn)
- Tel Aviv Museum of Art
- Museo Thyssen-Bornemisza[24] (Madrid)
- Wallraf-Richartzmuseet[25] (Köln, Tyskland)